# Kefersteinia richardhegerlii
Kefersteinia richardhegerlii är en orkidéart som beskrevs av Roberto Vásquez och Dodson. Kefersteinia richardhegerlii ingår i släktet Kefersteinia och familjen orkidéer. Inga underarter finns listade i Catalogue of Life.